# 3 Doors Down (альбом)
3 Doors Down (укр. 3 Двері Вниз) — це четвертий студійний альбом американського гурту 3 Doors Down, випущений у травні 2008 року лейблом Universal Republic. Платівка містить чотири сингли: «It's Not My Time», «Train», «Let Me Be Myself» та «Citizen/Soldier». Альбом дебютував № 1 на Billboard 200. За перший тиждень після релізу було продано понад 154 000 копій. Станом на лютий 2009 року було продано 705 815 копій у США, тому платівка отримала статус золотої у США. Також альбом сертифікований як золотий у Канаді, Австралії та Німеччині.

## Композиції
1. «Train» (укр. Поїзд) — 3:10
2. «Citizen/Soldier» (укр. Громадянин/Солдат) — 3:52
3. «It's Not My Time» (укр. Це не мій час) — 4:01
4. «Let Me Be Myself» (укр. Дозвольте мені бути самим собою) — 3:48
5. «Pages» (укр. Сторінки) — 3:47
6. «It's the Only One You've Got» (укр. Лиш те одне, що ти отримав) — 4:23
7. «Give It to Me» (укр. Дай це мені) — 3:21
8. «These Days» (укр. Цими днями) — 3:39
9. «Your Arms Feel Like Home» (укр. Твої руки дають відчуття дому) — 3:44
10. «Runaway» (укр. Втеча) — 3:24
11. «When It's Over» (укр. Коли все закінчиться) — 4:18
12. «She Don't Want the World» (укр. Вона не хоче цього світу) — 4:03

## Бонуси
1. «Feet in the Water» (укр. Ноги у воді) (Best Buy Exclusive) — 4:34
2. «Who Are You» (укр. Хто ти) (Best Buy Exclusive) — 3:08
3. «It's the Only One You've Got» (укр. Лиш те одне, що ти отримав) (Acoustic)
4. «It's Not My Time» (укр. Це не мій час) (Acoustic)

## Виноски
1. ↑  3 Doors Down (альбом) на сайті AllMusic.  (англ.)